# Sistema di ritenuta per bambini

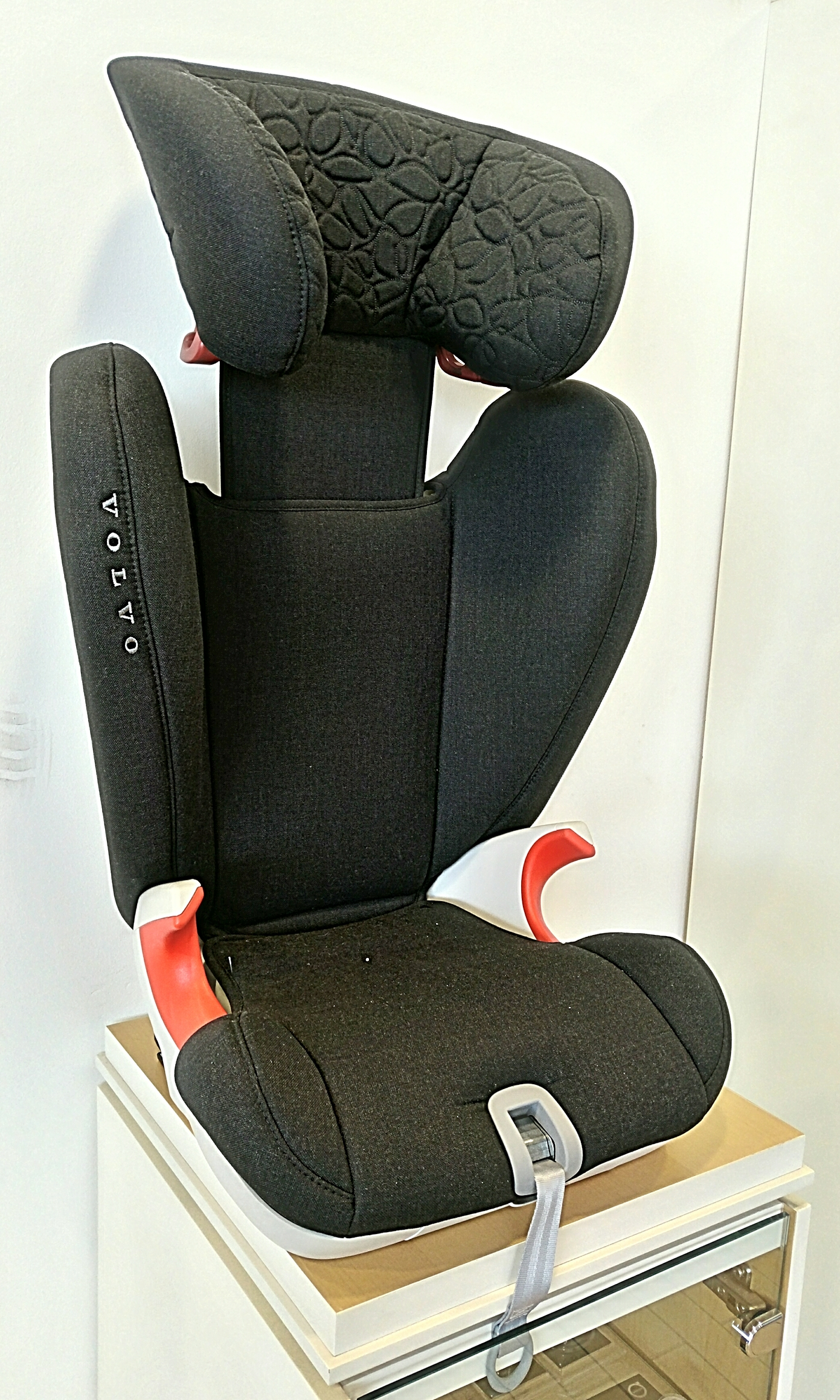
Seggiolino prodotto dalla Volvo

Il sistema di ritenuta per bambini, meglio noto come seggiolino, è un dispositivo di sicurezza automobilistica progettato per evitare collisioni ed urti ai bambini in caso di incidente stradale.
In Italia, il loro utilizzo è reso obbligatorio per chi trasporta ragazzi di peso inferiore a 36 kg e statura inferiore al metro e mezzo dall'articolo 172 del codice della strada.

## Storia
Da quando è iniziata la produzione di autoveicoli all'inizio del XX secolo, sono state apportate molte modifiche e regolazioni per proteggere chi guida o viaggia sui veicoli a motore. La maggior parte dei sistemi di ritenuta furono creati per proteggere gli adulti, inizialmente senza particolari accorgimenti per i bambini piccoli. I seggiolini per bambini iniziarono ad essere prodotti all'inizio degli anni 1930: il loro scopo principale non era però la sicurezza, ma quello di alzare il bambino perché fosse visto più facilmente dal genitore alla guida.
Le cinture di sicurezza per adulti iniziarono a divenire di serie su alcune automobili negli anni 1960, mentre solo nel 1962 sono stati sviluppati in modo indipendente due progetti con lo scopo di proteggere il bambino: l'inventore britannico Jean Ames creò un seggiolino per bambini rivolto all'indietro con una cinghia a Y simile ai modelli attuali, mentre l'americano Leonard Rivkin progettò un sedile rivolto in avanti con una struttura metallica per proteggere il bambino.
Nel 1990 venne introdotta la norma ISOFIX nel tentativo di fornire uno standard per il fissaggio dei sedili delle automobili di diverse marche.
Nel luglio 2013 è stato introdotto un nuovo regolamento sui seggiolini chiamato "i-Size" per bambini sotto ai 15 mesi di età.

## I vari tipi ed i gruppi
Di norma, il sistema di ritenuta è costituito da elementi morbidi (culla, cuscino o guanciale, seggiolino) dotati di dispositivi di regolazione e di fissaggio al veicolo con lo scopo di limitare lo spostamento del corpo (e quindi di ridurre il rischio di lesioni) in caso di brusca decelerazione o di collisione.
Esistono due tipi di ritenuta: quello che prevede un ancoraggio con le normali cinture di sicurezza e quello Isofix. Il sistema Isofix è uno standard di sicurezza concepito per agganciare il seggiolino per bambini al sedile dell'auto in modo diretto. Dal 2014 questo standard è obbligatorio per tutti i nuovi veicoli con 4 o più posti. Uno dei suoi principali vantaggi è la semplicità del sistema di fissaggio e la sicurezza offerta.
Sono attualmente omologati in Italia quattro gruppi di ritenuta regolamentati dalla normativa ECE r44/04:
- Gruppo 0: per bambini da 0 a 10 Chilogrammi di peso (seggiolino);
- Gruppo 0+: per bambini da 0 a 13 Chilogrammi di peso (seggiolino);
- Gruppo 1: per bambini da 9 a 18 Chilogrammi di peso (seggiolino);
- Gruppo 2: per bambini da 15 a 25 Chilogrammi di peso (seggiolino o cuscino o guanciale);
- Gruppo 3: per bambini da 22 a 36 Chilogrammi di peso (cuscino).

Come si può facilmente notare, i gruppi sono abbastanza elastici: un bambino di 24 kg, ad esempio, può essere inserito sia nel secondo gruppo sia nel terzo. Ciò è stato fatto per dare ai genitori di un figlio di tale peso la possibilità di trasportarlo pur senza avere cuscini nella vettura.

## Norme
Il sistema di ritenuta deve essere omologato e dotato di contrassegno secondo le normative stabilite dal Ministero dei trasporti. Il suo utilizzo è obbligatorio fino al raggiungimento dei 36 kg e 1,50 metri: in caso contrario il conducente subisce una sanzione di 68,25 € (2005); ed il decurtamento di cinque punti dalla patente di guida. In caso di recidiva nell'arco di un biennio è prevista anche la sospensione della patente.
L’articolo 172 del codice della strada, prevede l’obbligo del seggiolino per auto per tutti i passeggeri sotto i 150 cm e i 12 anni di età. Chi non utilizza tali sistemi di sicurezza è soggetto al pagamento di una sanzione amministrativa di una somma che può variare da 80 € a 323 € ed arrivare alla sospensione della patente.
Anche l'alterazione del normale funzionamento del dispositivo di sicurezza è punibile con una sanzione fino a 162 € mentre l’importazione, la produzione e la commercializzazione in Italia di dispositivi di ritenuta non omologati è punibile con una multa che varia da 841 € a 3366 €
Dal 7 novembre 2019, è obbligatorio l'uso del dispositivo antiabbandono, noto anche come salvabebè, per prevenire l'involontario abbandono dei bambini piccoli trasportati su autoveicoli e che si attiva nel caso di allontanamento del conducente dal veicolo. 

### Esenzioni
Solo i bambini trasportati sui sedili posteriori del taxi o di autovetture da noleggio con conducente se accompagnati da una persona di almeno 16 anni di età possono non utilizzare il sistema di ritenuta se non presente.